# Rhagodira ochropus
Rhagodira ochropus es una especie de arácnido  del orden Solifugae de la familia Rhagodidae.

## Distribución geográfica
Se encuentra en Argelia y Túnez.